# Volker Spierling
Volker Spierling (* 16. April 1947 in Frankfurt am Main) ist deutscher Philosoph und Buchautor. Nach einer im Jahr 1965 abgeschlossenen Schriftsetzerlehre bei dem Frankfurter Schriftkünstler Max Waibel studierte er in Frankfurt, Marburg und München Philosophie, Pädagogik, Psychologie und Soziologie. Diese Studien schloss er 1977 mit einer Promotion in Philosophie bei Ernesto Grassi und 1981 mit einem Magisterexamen in Erziehungswissenschaft ab.
Er hat verschiedene Lehraufträge 
übernommen und 1978 ein eigenes Seminar für Philosophie begründet, das sich an ein breites, an Philosophie interessiertes Publikum richtet. In seiner über 40 Jahre dauernden Lehrtätigkeit fanden die Philosophiekurse u. a. auch in Italien und Frankreich statt. Seine Arbeitsschwerpunkte sind die Geschichte der Philosophie sowie die Philosophie Arthur Schopenhauers. Auch aus dem künstlerischen Bereich hat er Arbeiten vorgelegt. Er lebt in Tübingen.

## Philosophie
Spierling sieht in Schopenhauers Philosophie eine „Kopernikanische Drehwende“ und bezeichnet damit die Dialektik eines offenen erkenntnistheoretischen Modells, das zur Vermeidung metaphysischer Letztaussagen sowie zur Ermöglichung einer Metaphysik aus empirischen Erkenntnisquellen führt. Dieses Modell liegt Schopenhauers Erkenntnistheorie, seiner Willensmetaphysik und seiner Mitleidsethik zugrunde und kann auch einen wichtigen Beitrag zu aktuellen philosophisch-wissenschaftlichen Diskursen leisten.

## Veröffentlichungen

### Als Buchautor
- Schopenhauers transzendentalidealistisches Selbstmißverständnis. Prolegomena zu einer vergessenen Dialektik, philosophische Dissertation, München 1977.
- Arthur Schopenhauer. Philosophie als Kunst und Erkenntnis. Frankfurter Verlagsanstalt, Frankfurt 1994, ISBN 3-627-10240-1, auch als Taschenbuchausgabe unter dem Titel Arthur Schopenhauer. Eine Einführung in Leben und Werk, Reclam Verlag, Leipzig 1998, ISBN 3-379-01626-8.
- Kleine Geschichte der Philosophie. Große Denker von der Antike bis zur Gegenwart, erweiterte Neuausgabe Piper Verlag, München/Zürich 2004, ISBN 3-492-04652-5, auch als Taschenbuchausgabe, 7. Aufl. 2021, ISBN 978-3-492-24628-6 (Koreanische Übersetzung, Jaeum & Moeum Publishing Co., Seoul 2. Aufl. 2013, ISBN 978-89-5707-735-1).
- Kleines Schopenhauer-Lexikon, Reclam Verlag, Stuttgart, 2. Aufl. 2010, ISBN 978-3-15-020192-3 (Französische Übersetzung, Éditions du Rocher, Monaco 2004, ISBN 2-268-05086-6).
- Ungeheuer ist der Mensch. Eine Geschichte der Ethik von Sokrates bis Adorno, C.H.Beck Verlag, München 2017, ISBN 978-3-406-70418-5. (Spanische Übersetzung, „Nada es más asombroso que el hombre“ Una historia de la ética desde Sócrates hasta Adorno, Traducción de Luis Fernando Moreno Claros, Acantilado, Barcelona 2024, ISBN 978-84-19036-45-2).
- Arthur Schopenhauer zur Einführung, 5., ergänzte Auflage, Junius Verlag, Hamburg 2024, ISBN 978-3-88506-631-6 (Spanische Übersetzung, Herder Editorial SL., Barcelona 2010, ISBN 978-84-254-2700-8).

### Als Herausgeber
- Schopenhauer im Denken der Gegenwart. 23 Beiträge zu seiner Aktualität, Piper Verlag, München/Zürich 1987, ISBN 3-492-03131-5.
- Arthur Schopenhauer, Philosophische Vorlesungen. Aus dem handschriftlichen Nachlass, hrsg. und eingel. von Volker Spierling nach der Ausgabe von Franz Mockrauer von 1913. 4 Bde., Piper Verlag, München/Zürich, 2. Aufl. 1987–1990 (Bd. 1: Theorie des gesammten Vorstellens, Denkens und Erkennens; Bd. 2: Metaphysik der Natur; Bd. 3: Metaphysik des Schönen; Bd. 4: Metaphysik der Sitten), ISBN 3-492-09012-5.
- Die Philosophie des 20. Jahrhunderts. Ein Lesebuch, Piper Verlag, München/Zürich, 5. Aufl. 1997, ISBN 978-3-492-20547-4.
- Materialien zu Schopenhauers »Die Welt als Wille und Vorstellung«, Suhrkamp Verlag, Frankfurt am Main, 2. Aufl. 2016, ISBN 3-518-28044-9.

### Aufsätze
- Skeptische Pädagogik. In: Zeit der Ernte, Studien zum Stand der Schopenhauer-Forschung, Festschrift für Arthur Hübscher zum 85. Geburtstag, hrsg. von Wolfgang Schirmacher, Frommann-Holzboog Verlag, Stuttgart-Bad Cannstatt 1982, ISBN 3-7728-0833-6.
- Schopenhauers furchtbare Wahrheit. In: Volker Spierling (Hrsg.), Schopenhauer im Denken der Gegenwart. 23 Beiträge zu seiner Aktualität, Piper Verlag, München/Zürich 1987, ISBN 3-492-03131-5.
- El pesimismo de Schopenhauer como jeroglífico. In: Anales del Seminario de Metafísica, Editorial Universidad Complutense, Número 23, Madrid 1989, ISSN 0580-8650.

- El pesimismo de Schopenhauer: sobre la diferencia entre voluntad y cosa en sí. In: Revista de Filosofía, Editorial Universidad Complutense, Número 2, Madrid 1989, ISSN 0214-4921.
- La rivoluzione copernicana di Schopenhauer. In: Schopenhauer ieri e oggi, hrsg. von Alfredo Marini, Genua 1991, ISBN 88-7018-123-5,
- La provocación cosmológica de Schopenhauer. In: Anales del Seminario de Metafísica, Conocimiento y Racionalidad, Homenaje al profesor Sergio Rábade Romeo, Editorial Universidad Complutense, NÚmero Extra, Madrid 1992, ISSN 0580-8650.
- Nietzsche y Schopenhauer: una comparación. In: Enrahonar Nr. 25, Universitat Autònoma de Barcelona 1996, ISSN 0211-402X.
- Interview mit Schopenhauer. Eine fiktive Momentaufnahme. In: IV. Jahrbuch für Lebensphilosophie 2008/2009, hrsg. von Robert Josef Kozljanič, München 2008, ISBN 978-3-937656-09-0.
- Die Drehwende der Moderne. Schopenhauer zwischen Skeptizismus und Dogmatismus. In: Volker Spierling (Hrsg.), Materialien zu Schopenhauers »Die Welt als Wille und Vorstellung«, Suhrkamp Verlag, Frankfurt am Main, 2. Aufl. 2016, ISBN 3-518-28044-9.

### Philosophisch-künstlerische Arbeiten
- Wir sind ein Geschehen, das alle Menschen fället (Johannes von Tepl). In: Gunzelin Schmid Noerr (Hrsg.), Metamorphosen der Aufklärung. Vernunftkritik heute. edition diskord, Tübingen 1988, ISBN 3-89295-527-1.
- Simulierte Philosophie. In: Vorschrift und Autonomie. Zur Zivilisationsgeschichte der Moral, hrsg. von Gerhard Gamm und Gerd Kimmerle, Tübingen 1989, ISBN 3-89295-536-0.
- Metaphysische Fransen. In: Ethik und Ästhetik. Nachmetaphysische Perspektiven, hrsg. von Gerhard Gamm und Gerd Kimmerle, Tübingen 1990, ISBN 3-89295-541-7.
- Gehrungen, Tübingen 2000, ISBN 3-00-005263-1.
- Der Hodscha und die Metaphysik des Problems, Tübingen 2000, ISBN 3-00-005264-X.
- Verteidigung des individuellen Lebens - Hommage à Ernesto Grassi, Titelbild des I. Jahrbuchs für Lebensphilosophie, hrsg. von Robert Josef Kozljanič, München 2005, ISBN 3-937656-05-7.
- Schopenhauer, Titelbild des IV. Jahrbuchs für Lebensphilosophie, hrsg. von Robert Josef Kozljanič, München 2008, ISBN 978-3-937656-09-0.
- Platons Symposion. Bilder, Gehrungen, Tübingen 2008, ISBN 978-3-00-023886-4.